# Райт, Роджер Робинсон
Роджер Робинсон Райт (англ. Roger Robinson Wright III; род. 1 апреля 1974, Хьюстон) — американский пианист и игрок в скрэббл.
Начал заниматься музыкой в возрасте 12 лет. Окончил музыкальное отделение Хьюстонского университета под руководством Орасио Гутьерреса и Эбби Саймона. В 18-летнем возрасте дебютировал с Хьюстонским симфоническим оркестром. Лауреат нескольких международных конкурсов, выпустил в Австралии альбом «Фортепианные шедевры» (англ. Roger Wright: Piano Masterpieces; 2000).
Одновременно является чемпионом США 2004 г. по игре в скрэббл.